# Слободка (Теребовлянская городская община)
Слободка (укр. Слобідка, пол. Słobódka Janowska) — село в Теребовлянской городской общине Тернопольского района Тернопольской области Украины.
Население по переписи 2001 года составляло 441 человек. Занимает площадь 2,313 км². Почтовый индекс — 48163. Телефонный код — 3551.

## История
В 1946 году Указом Президиума ВС УССР село Слободка-Яновская переименовано в Слободку
До 2020 года входило в Теребовлянский район.